# エミリー・バーグル
エミリー・バーグル（Emily Bergl, 本名：Anne Emily Bergl、1975年4月25日 - ）はアメリカ合衆国の女優。
イングランド・バッキンガムシャーのミルトン・キーンズに生まれる。父親はイングランド人、母親はアイルランド人。幼い頃にアメリカ合衆国・イリノイ州に移住。
テレビドラマを中心に出演しており、特に『サウスランド』のタミー・ブライアント役や、『デスパレートな妻たち』のベス・ヤング役などで知られる。

## 主な出演作品
映画
- キャリー2 The Rage: Carrie 2 (1999)
- REM レム Chasing Sleep (2000)
- 毛皮のエロス/ダイアン・アーバス 幻想のポートレイト Fur: An Imaginary Portrait of Diane Arbus (2006)
- ブライド The Governor's Wife (2008) テレビ映画
- ブルージャスミン Blue Jasmine (2013)

テレビドラマ
- NYPDブルー NYPD Blue (2000)
- ER緊急救命室 ER (2000)
- ギルモア・ガールズ Gilmore Girls (2001-2003)
- TAKEN Taken (2002)
- スタートレック:エンタープライズ Star Trek: Enterprise (2003)
- CSI:マイアミ CSI:Miami (2004)
- LAW & ORDER:犯罪心理捜査班 Law & Order: Criminal Intent (2006)
- ミディアム 霊能者アリソン・デュボア Medium (2009)
- グッド・ワイフ The Good Wife (2009)
- サウスランド Southland (2009-2013)
- グレイズ・アナトミー 恋の解剖学 Grey's Anatomy (2010)
- デスパレートな妻たち Desperate Housewives (2010-2012)
- 救命医ハンク セレブ診療ファイル Royal Pains (2011)
- HAWAII FIVE-0 Hawaii Five-0 (2011)
- THE MENTALIST メンタリストの捜査ファイル The Mentalist (2012)
- ウェアハウス13 〜秘密の倉庫 事件ファイル〜 Warehouse 13 (2013)
- エレメンタリー ホームズ&ワトソン in NY Elementary (2014)
- The Knick/ザ・ニック The Knick (2014)
- シェイムレス 俺たちに恥はない Shameless (2014-2015)
- LAW & ORDER:性犯罪特捜班 Law & Order: Special Victims Unit (2015)
- スキャンダル 託された秘密 Scandal (2015)
- マーベラス・ミセス・メイゼル The Marvelous Mrs. Maisel (2018-2023)